# Grand Prix at Road America 2002
Grand Prix at Road America 2002 var den tolfte deltävlingen i CART World Series 2002. Racet kördes den 18 augusti på Road America i Wisconsin. Cristiano da Matta tog sin sjätte seger för säsongen, och kunde åter etablera ett bastant grepp om mästerskapsledningen. Alex Tagliani slutade tvåa, följd av Bruno Junqueira.

## Slutresultat
| Plats | Förare               | Team                | Grid | Kvaltid  |
| ----- | -------------------- | ------------------- | ---- | -------- |
| 1     | Cristiano da Matta   | Newman/Haas Racing  | 2    | 1.42,640 |
| 2     | Alex Tagliani        | Forsythe Racing     | 3    | 1.42,684 |
| 3     | Bruno Junqueira      | Chip Ganassi Racing | 1    | 1.42,151 |
| 4     | Tony Kanaan          | Mo Nunn Racing      | 18   | -        |
| 5     | Jimmy Vasser         | Team Rahal          | 15   | 1.43,980 |
| 6     | Christian Fittipaldi | Newman/Haas Racing  | 11   | 1.43,243 |
| 7     | Patrick Carpentier   | Forsythe Racing     | 12   | 1.43,296 |
| 8     | Mario Domínguez      | Herdez Competition  | 17   | 1.47,505 |
| 9     | Michel Jourdain Jr.  | Team Rahal          | 16   | 1.44,261 |
| 10    | Michael Andretti     | Team Motorola       | 14   | 1.43,395 |
| 11    | Shinji Nakano        | Fernández Racing    | 10   | 1.43,195 |
| 12    | Dario Franchitti     | Team KOOL Green     | 6    | 1.42,990 |
| 13    | Kenny Bräck          | Chip Ganassi Racing | 7    | 1.43,001 |
| 14    | Tora Takagi          | Walker Racing       | 13   | 1.43,394 |
| 15    | Paul Tracy           | Team KOOL Green     | 4    | 1.42,927 |
| 16    | Oriol Servià         | Patrick Racing      | 9    | 1.43,118 |
| 17    | Scott Dixon          | Chip Ganassi Racing | 5    | 1.42,983 |
| 18    | Adrián Fernández     | Fernández Racing    | 8    | 1.43,053 |